# تنگستن دی‌کلرید دی‌اکسید
تنگستن دی‌کلرید دی‌اکسید (به انگلیسی: Tungsten dichloride dioxide) با فرمول شیمیایی WO۲Cl۲ یک ترکیب شیمیایی است. که جرم مولی آن ۲۸۶٫۷۵ g/mol می‌باشد. شکل ظاهری این ترکیب، بلورهای جامد به رنگ آبی است.